# Мулан (филм, 2020)
„Мулан“ (на английски: Mulan) е американски екшън драматичен филм от 2020 година, продуциран от Уолт Дисни Пикчърс, игрална адаптация на едноименния анимационен филм от 1998 г., и е базиран на китайския фолклор „Балада за Мулан“. Във филма участват Лю Ифей в едноименната заглавна роля, Дони Йен, Ци Ма, Джейсън Скот Лий, Йосон Ан, Лонг Ли и Джет Ли в поддържащи роли. Режисиран е от Ники Каро по сценарий на Рик Джафа, Аманда Силвър, Лорън Хинек и Елизабет Мартин. Плановете за игрален римейк започна през 2010 година, но проектът спря в развитието, преди снимките да се проведат в Нова Зеландия и Китай от август до ноември 2018 г. По време на производството филмът беше обект на няколко противоречия, включително промени в изходния материал и заснемане в Синдзян в светлината на Превъзпитателните лагери в Синдзян.
Холивудската премиера на „Мулан“ е на 9 март 2020 г. Първоначално е планирано да бъде широко театрално издание, в крайна сметка беше отменено в Съединените щати, след като бе забавено многократно поради продължаващата пандемия от COVID-19. Вместо това Дисни направи премиерата на филма на 4 септември 2020 г. в Disney+ срещу премия в страните, където услугата беше пусната. Филмът имаше традиционно театрално представяне в страни без Disney+, където театрите бяха отворени отново. С производствен бюджет от 200 милиона долара, филмът е спечелил 70 милиона долара в боксофиса, без да се включват цифровите приходи от Disney+. Филмът получи като цяло положителни отзиви от западните критици, които похвалиха последователностите на действията, визуалните изображения и изпълненията, но критикуваха сценария. Той получи по-неблагоприятни отзиви от китайската публика, която критикува развитието на характера и неправилното боравене с културни елементи.
Това е първият игрален римейк на Дисни, който получава рейтинга PG-13.

## Актьорски състав
- Лю Ифей – Мулан, най-голямата дъщеря на Фа Зу, която се противопоставя както на традицията, така и на закона, като се маскира като мъж на име Хуа Джун, за да се запише в Имперската армия вместо болния си баща.[6]
  - Лю повтаря ролята си в китайския дублаж на филма.[7]
  - Кристал Рао – Мулан като дете
- Дони Йен – Командир Тунг, високопоставеният лидер на императорската армия и наставник на Мулан.[8] Както Тунг, така и Чен са базирани на Ли Шанг от анимационния филм.[9]
- Джейсън Скот Лий – Бори Кхан, руански[9] военен лидер, който възнамерява да отмъсти за смъртта на баща си. Кхан е базиран на Шан Ю от анимационния филм.[10]
- Йосон Ан[10] – Ченг Хонгхуи, уверен и амбициозен новобранец, който се присъединява към отряда на командира Тунг и става съюзник и любовна тръпка на Мулан.[11] И Чен, и Тунг са базирани на Ли Шанг от анимационния филм.[9]
- Гонг Ли – Хианианг,[10] мощна вещица със способности за преместване на фигурите и съюзник на Бори Кхан.[12]
- Джет Ли – Императорът на Китай, мъдър добронамерен владетел на Китай, който нарежда мобилизирането на войски чрез набор по един човек от всяко домакинство за борба с нахлуващата руранска армия.[13]
- Ци Ма – Фа Зу, бащата на Мулан, известен ветеран от войната, който сега е отзован в императорската армия въпреки крехкото си здраве.[14]
- Розалинд Чао – Фа Ли, майка на Мулан и съпругата на Фа Зу.[14]

Освен това, Минг-На Уен, оригиналният глас на Мулан в анимационния филм и неговото продължение, изиграва уважавана гостенка, която представя Мулан на императора.

## В България
В България филмът излиза по кината на 11 септември 2020 г. от „Форум Филм България“ на 2D, 3D, IMAX и 4DX.

### Синхронен дублаж
| Роля          | Изпълнител |
| ------------- | --- |
| Мулан         | Ралица Стоянова |
| Командир Тун  | Петър Калчев |
| Сиеннян       | Петя Абаджиева |
| Император     | Веселин Калановски |
| Бори Кхан     | Георги Тодоров |
| Хунхуей       | Александър Хаджиангелов |
| Джоу          | Станислав Пищалов |
| Ли            | Надя Полякова |
| Сватовница    | Даринка Митова |
| Сиу           | Елена Нацариду |
| Сержант Цян   | Стефан Къшев |
| Щурец         | Александър Йорданов |
| Яо            | Севар Иванов |
| По            | Васил Бояновски |
| Лин           | Любомир Генчев |
| Други гласове | Атанас Сребрев Владимир Зомбори Димитър Тодоров Иван-Александър Дойчев Константин Лунгов Петър Върбанов Светломир Радев Стайко Стайков Малена Шишкова Наталия Полякова |

| Обработка                       | Александра Аудио                          |
| ------------------------------- | ----------------------------------------- |
| Режисьор на дублажа             | Симона Нанова                             |
| Преводач                        | Милена Кекеманова                         |
| Тонрежисьори на записа          | Петър Костов Ангел Топорчев Полина Митева |
| Микс студио                     | Shepperton International                  |
| Творчески директор              | Венета Янкова                             |
| Продуцент на българската версия | Disney Character Voices International     |